# Cúmulo de Hércules
El cúmulo de Hércules (también conocido como Gran cúmulo de Hércules, Objeto Messier 13, Messier 13, M13 o NGC 6205 y de manera informal como el Gran Racimo) es un cúmulo globular de la constelación de Hércules. Fue descubierto por el astrónomo inglés Edmond Halley en el año 1714 y añadido posteriormente por Charles Messier en su famoso catálogo de objetos astronómicos. William Herschel, por medio de su gran telescopio reflector, pudo descubrir varias alineaciones de estrellas (conocidas como patas de araña) y comprobó finalmente que estaba ante un cúmulo. Haciendo un primer recuento de sus componentes, dató
aproximadamente unas 8500 según sus cómputos. M13 se encuentra  aproximadamente a 25 100 años luz (7695 pársec) de la Tierra y pertenece a la clase V en la clasificación de concentración de Shapley-Sawyer.
Su magnitud conjunta en banda V (filtro verde) es igual a la 5.80; su tipo espectral es F6: fotográficamente se aprecia de color amarillento debido a la gran cantidad de estrellas gigantes rojas (de color amarillento o dorado) que contiene; la magnitud absoluta es igual a -8.53 (banda V). El radio de su núcleo es próximo a 45", el radio de marea es cercano a 27': se calcula que el 90 % de sus miembros brillan dentro de un radio de 6.5' a partir del centro de gravedad.
De su velocidad radial, -246.6 km/s, se deduce que se aproxima a la Tierra a más 887 700 km/h: esta velocidad está originada por la combinación de su movimiento orbital alrededor del núcleo de la Vía Láctea, además de la velocidad propia del Sol y de la Tierra.
Se calcula que su luminosidad es similar a la de 500 000 soles, aunque su masa (determinada por el estudio del dinamismo de sus estrellas) está situada en la banda 600-800 mil veces la solar: evidentemente una buena parte de sus estrellas son astros invisibles (enanas blancas y estrellas de neutrones). En el año 2005 se ha descubierto una estrella de neutrones emisora de rayos X y en órbita cerrada con una compañera. Sus astros más brillantes son estrellas amarillentas del tipo gigante roja que aparecen con magnitud 11.87 (la variable V11), su estrella variable Cefeida más brillante (V2) es de magnitud 12.85 mientras que las estrellas RR Lyrae (utilizadas como patrón de distancias) aparecen con magnitud 14.82. El período de las variables V38 es de 81 días, mientras que la de V43 es de 97 días.
Aunque es muy similar a M3 por su edad (entre 11 y 13 mil millones de años) y composición química, se diferencia de este en su bajo número de estrellas variables conocidas: solo 45 (hasta inicios del año 2006) contra las más de 240 de M3, de las cuales solo 3 (V1, V2 y V6) son cefeidas y 8 del tipo RR Lyrae. Todas estas estrellas variables son asequibles a telescopios de aficionado a partir de los 200 mm de abertura equipados con cámaras CCD y un buen mapa del cúmulo. 
Sus principales estrellas aparecen listadas en el 'Catálogo de Ludendorff' (1905) y en el menos utilizado Catálogo de Kadla (1966): en este último caso se analizan también los movimientos propios (medidos en mili-segundos de arco por año), lo cual permite conocer cuáles de ellas pertenecen realmente al cúmulo. Un estudio más exhaustivo de los movimientos propios (443 estrellas) fue efectuado en 1979 por los astrónomos norteamericanos Cudworth y Monet, comparando placas fotográficas tomadas con el refractor de 1 metro de Yerkes entre los años 1900 y 1977: el movimiento propio de sus estrellas está en el intervalo 0.001- 0.075" por siglo.

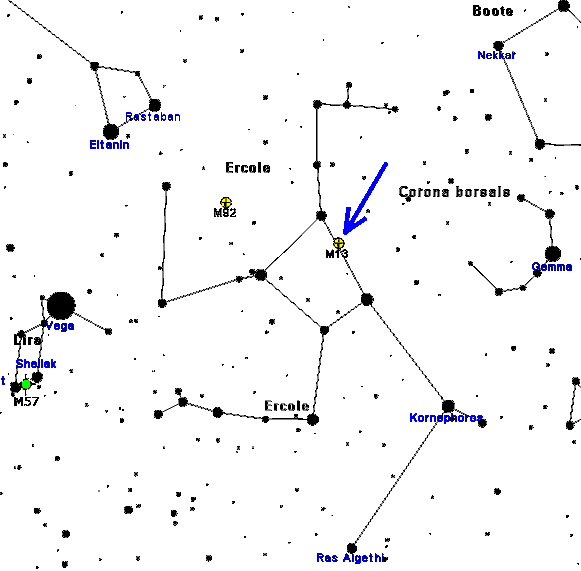
Mapa celeste de la constelación de Hércules y la situación de M13

Para un telescopio de aficionado M13 es resoluble en estrellas a partir de un instrumento de al menos 10 cm de abertura: aunque hay tres estrellas de brillo inferior a la magnitud 12 (las tres variables) la mayoría de sus astros más visibles están en el rango 12-13: por encima de la magnitud 13 se pueden totalizar hasta 40 estrellas, la mayoría de ellas son anaranjadas gigantes rojas (la única excepción es la estrella azul L222, de magnitud 13.15 y perteneciente al tipo errante azul). Por debajo de la magnitud 13 el número de astros crece, aunque solo pueden individualizarse por medio de la fotografía o cámaras CCD.
En abril de 2021 se descubrió desde Cáceres (España) V63 (Ludendorff 199), una nueva variable que está entre los astros más brillantes del cúmulo (magnitud 12,175 en banda V): pulsa con un período próximo a los 27 días. V64 (Ludendorff 261) fue descubierta en marzo de 2022 también desde Cáceres: es una estrella variable de tipo gigante roja y magnitud 12,206 en banda V que pulsa con un período cercano a los 31 días. En enero de 2024 se confirmó la variable V65, desde el mismo observatorio, situada muy próxima a V10 (que no varía, es constante en luz): es irregular, sin período; en agosto de ese año se descubrieron las variables V66, V67, V68 y V69 habiendo sido las siete descubiertas desde Cáceres (España).

## Mensaje de Arecibo
El famoso mensaje de Arecibo de 1974, que contiene datos sobre la situación del sistema solar, de nuestro planeta y del ser humano, fue enviado a este cúmulo globular con el objetivo de contactar con una posible civilización extraterrestre y demostrar así los logros tecnológicos humanos de la época. El mensaje iba a tardar hipotéticamente unos 25 milenios en llegar a su destino (y una hipotética respuesta otros 25 milenios más): dado que las estrellas del cúmulo pertenecen a la Población II (astros muy viejos pobres es metales) es poco probable que en él existan planetas rocosos, como la Tierra, aunque no se excluye que hubiese planetas jovianos formados por gas (hidrógeno y helio); el envío del mensaje sería, por tanto, superfluo, ya que no habría allí seres inteligentes que pudiesen interpretarlo.